# NGC 4181
NGC 4181 (również PGC 38938) – galaktyka eliptyczna (E-S0), znajdująca się w gwiazdozbiorze Wielkiej Niedźwiedzicy. Odkrył ją William Herschel 14 kwietnia 1789 roku.